# Phlegetonia delatrix
Phlegetonia delatrix là một loài bướm đêm trong họ Noctuidae.